# Cevat Çobanlı

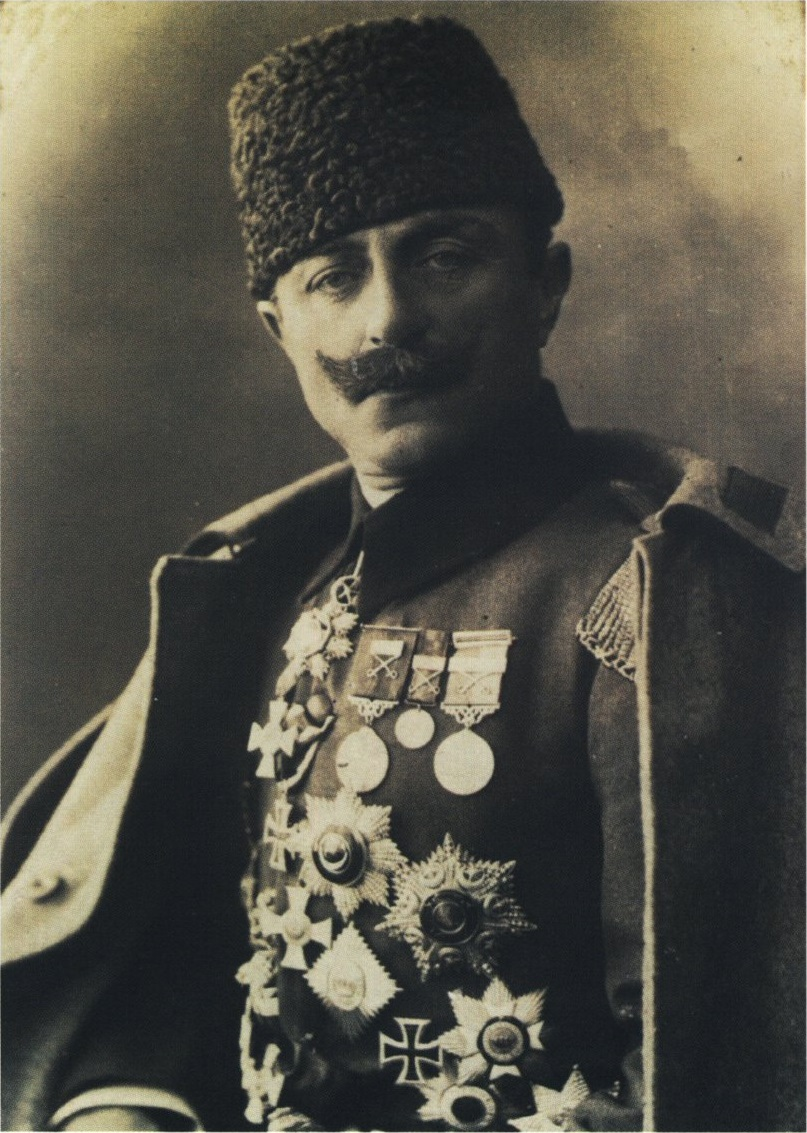
Cevat Çobanlı (1918)

Cevat Çobanlı, auch İsmail Cevat Çobanlı und Cevat Pascha; (* 14. September 1870 oder 1871 in Istanbul; † 13. März 1938 ebenda) war ein osmanischer Offizier, Kriegsminister (Harbiye Nazırı) des osmanischen Reiches und türkischer Politiker.

## Leben

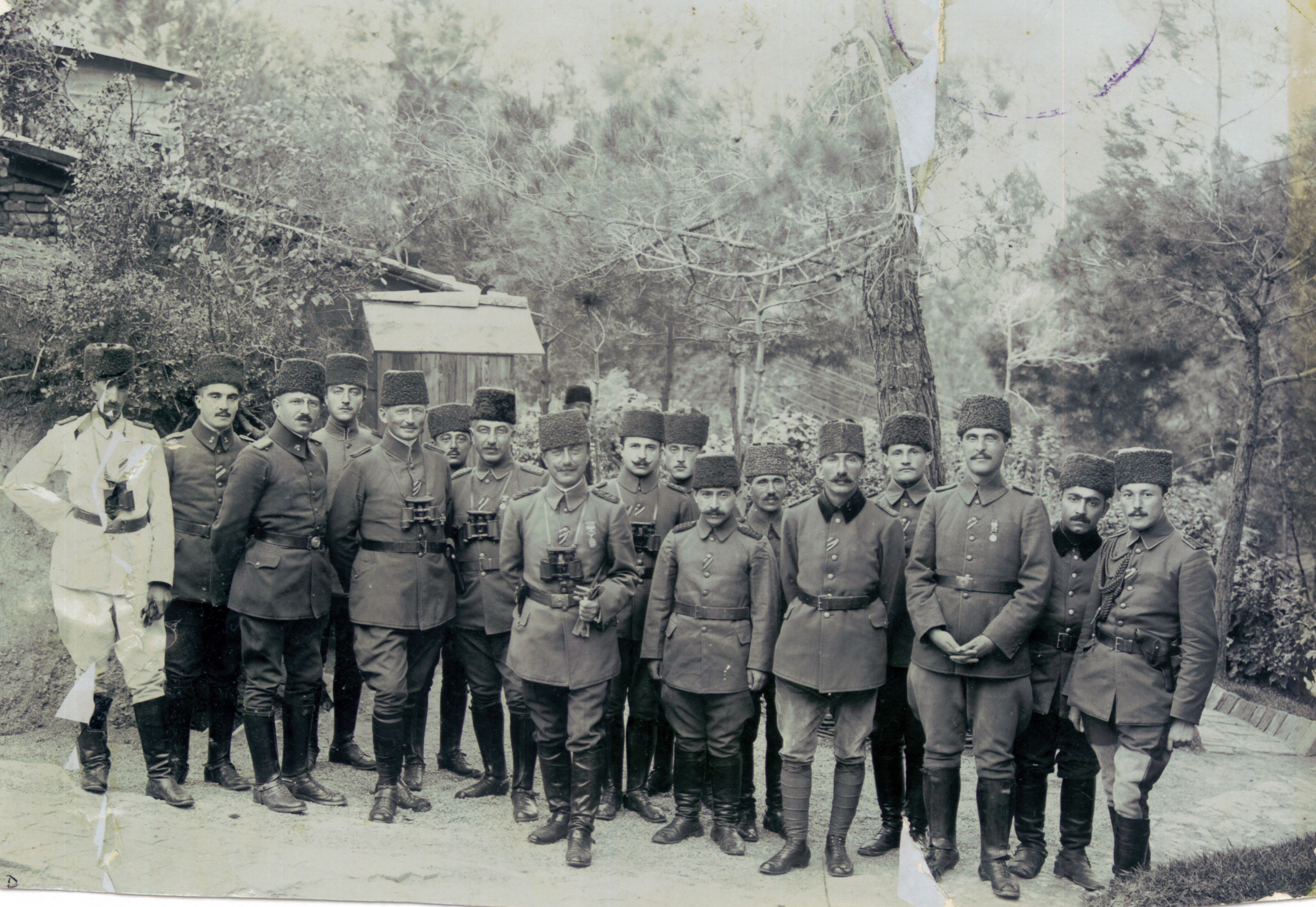
Cevat Pascha als Kommandant der Dardanellen-Streitkräfte mit seinem Offiziersstab

Cevat Çobanlı wurde 1870 oder 1871 als Sohn des osmanischen Offiziers und Müşirs Şakir Pascha und dessen Ehefrau Emine Hanım geboren. Er war der Onkel von Schriftsteller Cevat Şakir Kabaağaçlı und den Malerinnen Aliye Berger und Fahrelnissa Zeid.
Nach dem Besuch des Galatasaray-Gymnasiums wurde Çobanlı 1888 Student an der Militärschule Mekteb-i Fünûn-u Harbiyye-i Şâhâne. 1891 schloss er die Schule als Viertbester ab und wurde zweiter Infantierielieutenant (Mülâzım-ı Sani) in der osmanischen Armee.:22 Sein Studium setzte er an der Kriegsakademie Mekteb-i Erkân-ı Harbiye-i Şâhâne (heute: Harp Akademisi) fort und wurde 1892 Erster Lieutenant (Mülâzım-ı Evvel). 1894 schloss er das Studium erfolgreich im Rang eines Stabshauptmannes (Erkân-ı Harp Yüzbaşısı) ab. Nach Auslandsaufenthalten in London und Berlin arbeitete er im Generalstab des Palastes (Maiyet-i Seniyye Erkân-ı Harbiyesi) als Aide-de-camp des Sultans.:23 Im Dezember 1901 wurde er zum General befördert, 1909 aber kurz zum Oberst degradiert.
1909/10 war er Kommandant der Kriegsakademie. 1911 wurde er Kommandeur in der 1. Armee. Im September 1912 wurde Çobanlı Oberbefehlshaber der osmanischen Armee in den Balkankriegen und Stabschef des Kommandos der Artillerie. Nach dem Krieg wurde er 1913 Kommandeur der 9. Division und Präsident der osmanisch-bulgarischen Grenzkommission.
Am 29. November 1914 wurde Çobanlı Kommandant der Dardanellen-Streitkräfte in Çanakkale und damit verantwortlich für den Schutz der Dardanellen. Im folgenden Jahr wurde er Kommandant des 14. Armee-Corps, 1915 des 15. Corps. Cevat Çobanlı gilt als einer der Architekten des Sieges vom 18. März 1915. An diesem Tag hatte die britisch-französische Flotte versucht, die osmanische Küstenverteidigung zu vernichten, um nach Istanbul durchzudringen, und war mit einem Großangriff gescheitert.
In den folgenden Monaten wechselte sein Kommando mehrfach, und 1916 war er Oberbefehlshaber des 15. Armeekorps in Galizien, bevor er am 24. November 1917 stellvertretender Kommandant der 2. Armee wurde. Am 2. Dezember 1917 ging der General als Befehlshaber der 8. Armee mit der Heeresgruppe Yıldırım an die palästinensische Front. Die Heeresgruppe konnte den britischen Vormarsch in Palästina zwar zunächst verlangsamen, aber nicht stoppen, und so brach die Verteidigungsfront nach der verlorenen Palästinaschlacht zusammen.
Am 3. November 1918 wurde er zum Generalstabschef (Erkân-ı Harbiye-i Umûmiye Riyaseti ) ernannt und war vom 19. Dezember 1918 bis zum 13. Januar 1919 Kriegsminister. Als Vertreter von Generalstabschef Fevzi Çakmak nahm Çobanlı an der Unterzeichnung des Waffenstillstand von Moudros teil. Bis Dezember 1919 war Çobanlı nach der Absetzung von Çakmak erneut Generalstabschef.
Am 16. März 1920 wurde Çobanlı von den britischen Truppen inhaftiert und in das Exil nach Malta geschickt. Erst 1922 konnte er nach einer Vereinbarung der Türkei mit Großbritannien in die Heimat zurückkehren und übernahm erneut Kommandeursfunktionen im Türkischen Befreiungskrieg. Im Jahr 1923 wurde er zum Abgeordneten der Türkischen Nationalversammlung gewählt und wurde als einer von drei Heeresinspekteuren Mitglied des Militärrates. Schon 1924 trat er aber von beiden Ämtern zurück. Er vertrat die junge Türkei beim Völkerbund und bei der Genfer Abrüstungskonferenz im Jahr 1932.
Am 14. März 1935 ging Çobanlı in den Ruhestand. Er lebte bis zu seinem Tod im Istanbuler Stadtteil Kadıköy. Çobanlı starb am 13. März 1938 und wurde auf dem Friedhof Erenköy bestattet. 1988 wurde er auf den türkischen Staatsfriedhof umgebettet.

## Auszeichnungen
- Mecidiye-Orden erster Klasse mit Schwertern
- Goldene Liakat-Medaille
- Goldene Imtiyaz-Medaille
- Bulgarischer Militär-Verdienstorden
- St. Alexander-Orden 2. Klasse
- Orden de Isabel la Católica 2. Klasse
- Königlicher Kronen-Orden (Preußen) 2. Klasse
- Preußisches Eisernes Kreuz 1. und 2. Klasse
- Roter Adlerorden
- Militärverdienstorden (Bayern) 2. Klasse mit Schwertern
- Militär-Verdienstmedaille (Österreich) 2. Klasse
- Orden der Eisernen Krone (Österreich) 1. Klasse
- İstiklâl Madalyası am roten Band